# Lava Jato (livro)
Lava Jato - O juiz Sergio Moro e os bastidores da operação que abalou o Brasil é um livro do gênero política do jornalista Vladimir Netto sobre a Operação Lava Jato lançado em 2016.
Só no ano de lançamento foram vendidos cerca de 90 mil exemplares.

## Sinopse
No livro, jornalista Vladimir Netto acompanha as investigações desde seu início, em março de 2014, e, como num livro de suspense, vai revelando, pouco a pouco, os principais desdobramentos do maior escândalo de corrupção do país.
À medida que a operação avança, vamos descobrindo quem são os personagens-chave desse processo – doleiros, dirigentes da Petrobras, políticos e empreiteiros – e como se articularam para desviar bilhões dos cofres da estatal.
Para traçar o perfil do juiz Sergio Moro, fio condutor desta história, o autor se debruça sobre detalhes jurídicos da operação e a serenidade do magistrado para julgar pessoas de grande influencia.
Repleto de informações de bastidores, ligações perigosas e diálogos de um cinismo impensável, essa reportagem em forma de livro, com ares de trama policial, é um registro histórico do conturbado período que o Brasil atravessa.

## Resenhas
“Escrito em linguagem que se aproxima dos thrillers policiais, o livro-reportagem, produzido em 17 meses, dá ao público a oportunidade de entender a gênese, os bastidores e os principais personagens da maior ação de combate à corrupção já realizada no país.” – O Globo

## Crítica
Escrevendo para a Folha de S.Paulo, o jornalista Ricardo Bathazar descreveu Lava Jato como uma obra que oferece "...boa reconstituição dos primeiros dois anos da investigação...", embora "Netto não esconde sua admiração pelo juiz Sérgio Moro...". Além disso, existem omissões na investigação de Netto sobre as contradições de depoimentos de delatores da Lava-Jato citados na obra.
Em uma avaliação sobre a literatura da Lava-Jato para o jornal El País, o jornalista Rodolfo Borges considerou Lava Jato como a obra "...que mais acrescenta ao perfil de Moro..." entre as analisadas na reportagem (Por que gritamos golpe? de Ivana Jinkings, A outra história da Lava-Jato de Paulo Moreira Leite, A radiografia do golpe: entenda e como e por que você foi enganado de Jessé Souza,  Sérgio Moro - a história do homem por trás da operação que mudou o Brasil de Joice Hasselmann, Sérgio Moro - o homem, o juiz e o Brasil de Luiz Scarpino). Segundo Borges, por ter acesso a Moro e a outros procuradores da operação, a obra de Netto "...ganhou ares de versão oficial quando os procuradores da Lava Jato e até o juiz compareceram ao lançamento da obra, em Curitiba...". Posteriormente o diretor José Padilha comprou os direitos do livro para utilizar como base para um projeto de série para a plataforma Netflix.